# Francesco Testi (historietista)
Francesco Testi (Rovereto, Trento, Italia, 1990) es un guionista de cómic italiano.

## Biografía
Nacido en Trentino y crecido en Véneto, concretamente en la ciudad de Rivoli (Verona), mediante Mauro Boselli escribió una historia de Dampyr, cómic de terror de la editorial Bonelli, que fue dibujada por Francesco Russo (2014). En 2016, para la misma casa publicó una historia breve de Tex, con los dibujos de Mauro Laurenti y los colores de Beniamino Delvecchio (2016) y dos historias de Zagor, ilustradas por Emanuele Barison (2018) y Esposito Bros (2019).